# Клювинська сільська рада
Клю́винська сільська́ ра́да — адміністративно-територіальна одиниця та орган місцевого самоврядування в Гусятинському районі Тернопільської області. Адміністративний центр — село Клювинці.

## Загальні відомості
- Територія ради: 2,672 км²
- Населення ради: 1 300 осіб (станом на 2001 рік)
- Територією ради протікає річка Тайна

## Історія
c.Клювинці.

## Населені пункти
Сільській раді були підпорядковані населені пункти:
- с. Клювинці

## Склад ради
Рада складалася з 16 депутатів та голови.
- Голова ради: Музика Марія Костянтинівна
- Секретар ради: Балицький Михайло Іванович

### Керівний склад попередніх скликань
| Прізвище, ім'я, по батькові | Основні відомості                                                 | Дата обрання | Дата звільнення |
| --------------------------- | ----------------------------------------------------------------- | ------------ | --------------- |
| Жмурко Іван Григорович      | Сільський голова, 1964 року народження, безпартійний              | 26.03.2006   | 31.10.2010      |
| Музика Марія Костянтинівна  | Сільський голова, 1960 року народження, освіта вища, позапартійна | 31.10.2010   |                 |

Примітка: таблиця складена за даними сайту Верховної Ради України

### Депутати
За результатами місцевих виборів 2010 року депутатами ради стали:

#### За суб'єктами висування
| Суб'єкт висування | Кількість обраних депутатів | %   |
| ----------------- | --------------------------- | --- |
| Самовисування     | 16                          | 100 |

#### За округами
| № округу | Прізвище, ім'я, по батькові    | Дата визнання обраним | Освіта  | Партійна приналежність | Відомості про обраного депутата                                         |
| -------- | ------------------------------ | --------------------- | ------- | ---------------------- | ----------------------------------------------------------------------- |
| 1        | Джумак Роман Романович         | 05.11.2010            | середня | позапартійний          | тимчасово не працює                                                     |
| 2        | Войнович Степанія Василівна    | 05.11.2010            | вища    | позапартійна           | Оленівська школа-сад, завідувачка                                       |
| 3        | Косовський Михайло Дмитрович   | 05.11.2010            | вища    | позапартійний          | тимчасово не працює                                                     |
| 4        | Войтишин Ганна Миколаївна      | 05.11.2010            | вища    | позапартійна           | Клювинецька загальноосвітня школа І-ІІІ ст., вчитель географії          |
| 5        | Трудоруда Марія Іванівна       | 05.11.2010            | вища    | позапартійна           | Клдювинезьке відділення зв?язку, завідувачка                            |
| 6        | Ясьньків Василь Іванович       | 05.11.2010            | вища    | позапартійний          | Хоростківський сільськогосподарський ліцей, директор                    |
| 7        | Тульська Галина Михайлівна     | 05.11.2010            | вища    | позапартійна           | Клювинецька сільська рада, бухгалтер                                    |
| 8        | Головач Володимир Іванович     | 05.11.2010            | вища    | позапартійний          | Хоростківська ведлікарня, лікар                                         |
| 9        | Шараварський Ігор Віталійович  | 05.11.2010            | вища    | позапартійний          | Клювинецька загальноосвітня школа І-ІІІ ст., вчитель хімії              |
| 10       | Слободян Петро Ярославович     | 05.11.2010            | вища    | позапартійний          | Клювинецька загальноосвітня школа І-ІІІ ст., вчитель трудового навчання |
| 11       | Мисак Павло Богданович         | 05.11.2010            | вища    | позапартійний          | Клювинецька загальноосвітня школа І-ІІІ ст., вчитель історії            |
| 12       | Ярімський Ігор Михайлович      | 05.11.2010            | вища    | позапартійний          | тимчасово не працює                                                     |
| 13       | Городимська Наталія Миколаївна | 05.11.2010            | вища    | позапартійна           | тимчасово не працює                                                     |
| 14       | Вітвицька Любов Володимирівна  | 05.11.2010            | вища    | позапартійна           | Клювинецька сільська рада, землевпорядник                               |
| 15       | Павлік Галина Іванівна         | 05.11.2010            | вища    | позапартійна           | ПАП «Аркадія», бухгалтер                                                |
| 16       | Галицький Михайло Іванович     | 05.11.2010            | вища    | позапартійний          | Клювинецька сільська рада, секритар                                     |